# Primera División (Chile) 2003 Apertura
Die Apertura der Primera División 2003, auch unter dem Namen Campeonato Nacional Apertura Copa Banco del Estado 2003 bekannt, war die 73. Spielzeit der Primera División, der höchsten Spielklasse im Fußball in Chile. Beginn der Saison war der 16. Februar und sie endete am 30. Juni.
Die Saison wurde wie bereits 1997 und im Vorjahr in zwei eigenständige Halbjahresmeisterschaften, der Apertura und Clausura, unterteilt.
Die Meisterschaft gewann das Team von CD Cobreloa. Für den Verein war es der insgesamt 6. Meisterschaftstitel, der sich damit für die Copa Libertadores 2004 qualifizierte. Für die Copa Sudamericana 2003 qualifizierten sich die Gewinner der Qualifikations-Playoffs Universidad Católica und Provincial Osorno.
Die Absteiger werden nach der Clausura ermittelt. Aufgrund der Aufstockung auf 18 Teams gab es in 2003 nach der Clausura keine Absteiger.

## Modus
Die 16 Teams spielen einmalig jeder gegen jeden. Aufgegliedert in vier Gruppen à 4 Teams kommen die besten zwei Teams jeder Gruppe in die Playoff-Runde. Dazu kommen die 3 besten Gruppendritten sowie der Sieger aus dem Entscheidungsspiel zwischen dem letzten Gruppendritten und dem besten Gruppenvierten. Bei Unentschieden kommt das Team mit mehr Punkten in der Ligatabelle weiter.
Die Höhe des Erfolgs spielt in der Finalrunde keine Rolle, sondern entscheidend ist die höhere Punktzahl in den beiden Duellen. Sollte diese identisch sein, entscheidet eine Verlängerung mit Golden Goal und gegebenenfalls ein Elfmeterschießen über das Weiterkommen. Die sechs Sieger qualifizieren für das Viertelfinale, komplettiert durch die beiden knappsten Verlierer. Auch ab dem Viertelfinale gilt nur die höhere Punktzahl als Entscheidungskriterium, ehe Verlängerung und Elfmeterschießen folgen. Meister ist das Team, das sich in den Finalspielen durchsetzt. Für die Copa Sudamericana spielen alle 16 Teams sowie die 16 Teams der Primera B im einfachen K.-o.-System die beiden Starter aus. Bei Unentschieden nach 90 Minuten geht es in die Verlängerung und gegebenenfalls ins Elfmeterschießen. Die Absteiger werden am Ende der Clausura anhand der Gesamttabelle ermittelt, allerdings wird die Liga in der nächsten Saison auf 18 Teams aufgestockt, so dass es keine Absteiger am Ende der Clausura gibt.

## Teilnehmer
Die Absteiger der Vorsaison CD Santiago Morning und Deportes Concepción wurden durch die Aufsteiger Deportes Puerto Montt und Universidad de Concepción ersetzt. Folgende Vereine nahmen daher an der Meisterschaft 2003 teil:
| Mannschaft                | Stadt             |
| ------------------------- | ----------------- |
| Audax Italiano            | Santiago de Chile |
| CD Cobreloa               | Calama            |
| CD Cobresal               | El Salvador       |
| CSD Colo-Colo             | Santiago de Chile |
| Coquimbo Unido            | Coquimbo          |
| Deportes Puerto Montt     | Puerto Montt      |
| Deportes Temuco           | Temuco            |
| CD Huachipato             | Talcahuano        |
| CD Palestino              | Santiago de Chile |
| Rangers de Talca          | Talca             |
| Santiago Wanderers        | Valparaíso        |
| Universidad Católica      | Santiago de Chile |
| Universidad de Chile      | Santiago de Chile |
| Universidad de Concepción | Concepción        |
| Unión Española            | Santiago de Chile |
| Unión San Felipe          | San Felipe        |

## Ligaphase

### Gruppe A
| Pl. | Verein         | Sp. | S  | U | N | Tore    | Diff. | Punkte |
| --- | -------------- | --- | -- | - | - | ------- | ----- | ------ |
| 1.  | CD Cobreloa    | 15  | 10 | 1 | 4 | 026:160 | +10   | 31     |
| 2.  | CD Huachipato  | 15  | 6  | 3 | 6 | 022:220 | ±0    | 21     |
| 3.  | Unión Española | 15  | 5  | 3 | 7 | 024:320 | −8    | 18     |
| 4.  | CD Palestino   | 16  | 5  | 2 | 9 | 018:280 | −10   | 17     |

### Gruppe B
| Pl. | Verein                    | Sp. | S | U | N  | Tore    | Diff. | Punkte |
| --- | ------------------------- | --- | - | - | -- | ------- | ----- | ------ |
| 1.  | Deportes Puerto Montt (N) | 15  | 7 | 4 | 4  | 026:220 | +4    | 25     |
| 2.  | Universidad de Chile      | 15  | 4 | 8 | 3  | 030:240 | +6    | 20     |
| 3.  | Unión San Felipe          | 15  | 3 | 4 | 8  | 013:260 | −13   | 13     |
| 4.  | Coquimbo Unido            | 15  | 2 | 2 | 11 | 012:300 | −18   | 08     |

### Gruppe C
| Pl. | Verein             | Sp. | S | U  | N | Tore    | Diff. | Punkte |
| --- | ------------------ | --- | - | -- | - | ------- | ----- | ------ |
| 1.  | Audax Italiano     | 15  | 8 | 2  | 5 | 037:300 | +7    | 26     |
| 2.  | CD Cobresal        | 15  | 6 | 3  | 6 | 027:190 | +8    | 21     |
| 3.  | Rangers de Talca   | 15  | 3 | 11 | 1 | 028:260 | +2    | 20     |
| 4.  | Santiago Wanderers | 15  | 5 | 4  | 6 | 024:230 | +1    | 19     |

### Gruppe D
| Pl.                                | Verein                        | Sp. | S | U | N | Tore    | Diff. | Punkte |
| ---------------------------------- | ----------------------------- | --- | - | - | - | ------- | ----- | ------ |
| 1.                                 | Universidad de Concepción (N) | 15  | 7 | 3 | 5 | 029:210 | +8    | 24     |
| 2.                                 | Universidad Católica          | 15  | 6 | 6 | 3 | 027:200 | +7    | 24     |
| 3.                                 | CSD Colo-Colo (M)             | 15  | 6 | 5 | 4 | 028:230 | +5    | 23     |
| 4.                                 | Deportes Temuco               | 15  | 5 | 3 | 7 | 024:330 | −9    | 18     |
| Quelle: rsssf.org, Stand: Endstand |                               |     |   |   |   |         |       |        |

| (M) | Vorjahresmeister |
| (N) | Aufsteiger       |

## Entscheidungsspiel um die Teilnahme zur Finalrunde
|                  | Ergebnis |                    |
| ---------------- | -------- | ------------------ |
| Unión San Felipe | 2:2      | Santiago Wanderers |

Mit dem Unentschieden qualifiziert sich das punktbessere Team der Ligaphase, die Santiago Wanderers, für die Finalrunde.

## Finalrunde

### Playoff-Runde
|                      | Punkte |                           | Hinspiel | Rückspiel | Entscheidung |
| -------------------- | ------ | ------------------------- | -------- | --------- | ------------ |
| CD Cobresal          | 3:3    | CSD Colo-Colo             | 3:0      | 0:2       | 1:0 n. GG    |
| Unión Española       | 2:2    | CD Cobreloa               | 3:3      | 2:2       | 0:1 n. GG    |
| Universidad de Chile | 2:2    | Universidad de Concepción | 0:0      | 3:3       | 0:1 n. GG    |
| CD Huachipato        | 3:3    | Universidad Católica      | 1:2      | 1:0       | 0:1 n. GG    |
| Rangers de Talca     | 6:0    | Deportes Puerto Montt     | 2:1      | 3:0       | —            |
| Santiago Wanderers   | 4:1    | Audax Italiano            | 3:1      | 0:0       | —            |

CSD Colo-Colo und CD Huachipato qualifizieren sich als beste Verlierer für das Viertelfinale.

### Viertelfinale
|                    | Punkte          |                           | Hinspiel | Rückspiel | Entscheidung |
| ------------------ | --------------- | ------------------------- | -------- | --------- | ------------ |
| Santiago Wanderers | 0:6             | CD Cobreloa               | 1:3      | 2:4       | —            |
| CD Cobresal        | 3:3             | Universidad de Concepción | 2:1      | 1:6       | 0:1 n. GG    |
| CD Huachipato      | 6:0             | Deportes Puerto Montt     | 2:0      | 3:2       | —            |
| CSD Colo-Colo      | 3:3 (4:3 i. E.) | Universidad Católica      | 2:3      | 1:0       | 0:0          |

### Halbfinale
|               | Punkte |                           | Hinspiel | Rückspiel | Entscheidung |
| ------------- | ------ | ------------------------- | -------- | --------- | ------------ |
| CD Huachipato | 3:3    | CD Cobreloa               | 2:1      | 0:1       | 0:1 n. GG    |
| CSD Colo-Colo | 6:0    | Universidad de Concepción | 3:0      | 3:2       | —            |

### Finale
Das Hinspiel fand am 3. Juli, das Rückspiel am 6. Juli statt.
|               | Punkte |             | Hinspiel | Rückspiel |
| ------------- | ------ | ----------- | -------- | --------- |
| CSD Colo-Colo | 1:4    | CD Cobreloa | 0:0      | 0:4       |

## Beste Torschützen
| Rang | Spieler          | Klub                  | Tore |
| ---- | ---------------- | --------------------- | ---- |
| 1    | Salvador Cabañas | Audax Italiano        | 18   |
| 2    | Juan Quiroga     | CD Cobresal           | 12   |
| 3    | Marcelo Corrales | Deportes Puerto Montt | 11   |
|      | José Luis Díaz   | CD Cobreloa           | 11   |
|      | Patricio Galaz   | CD Cobreloa           | 11   |
|      | Joel Soto        | Santiago Wanderers    | 11   |

## Qualifikation für die Copa Sudamericana
An der Qualifikation nahmen neben den 16 Erstligisten in dieser Spielzeit auch die 16 Zweitligisten teil.

### 1. Runde
Die Spiele fanden am 9. und 10. Juli statt.
|                         | Ergebnis        |                           |
| ----------------------- | --------------- | ------------------------- |
| Deportes Arica          | 1:5             | CF Universidad de Chile   |
| Deportes Antofagasta    | 3:0             | CD Cobreloa               |
| Deportes Copiapó        | 1:0             | CD Cobresal               |
| Deportes La Serena      | 2:2 (2:4 i. E.) | Coquimbo Unido            |
| Unión La Calera         | 0:2             | Universidad Católica      |
| Everton de Viña del Mar | 2:0             | Santiago Wanderers        |
| Deportes Melipilla      | 1:0             | Unión San Felipe          |
| CD O’Higgins            | 5:2             | Audax Italiano            |
| Fernández Vial          | 1:0             | Universidad de Concepción |
| Lota Schwager           | 0:2             | CD Huachipato             |
| CD Naval de Talcahuano  | 0:1             | Deportes Temuco           |
| Provincial Osorno       | 1:0             | Deportes Puerto Montt     |
| Deportes Ovalle         | 4:3 n. V.       | CSD Colo-Colo             |
| Santiago Morning        | 2:3             | CD Palestino              |
| CD Magallanes           | 5:2             | Unión Española            |
| Rangers de Talca        | 3:0             | Deportes Concepción       |

### 2. Runde
Die Spiele fanden am 13. Juli statt.
|                         | Ergebnis        |                         |
| ----------------------- | --------------- | ----------------------- |
| Deportes Antofagasta    | 2:1 n. V.       | CF Universidad de Chile |
| Coquimbo Unido          | 2:1             | Deportes Copiapó        |
| Universidad Católica    | 0:0 (5:4 i. E.) | Deportes Ovalle         |
| Everton de Viña del Mar | 4:0             | Deportes Melipilla      |
| CD Magallanes           | 2:3             | CD Palestino            |
| CD O’Higgins            | 2:1 n. V.       | Rangers de Talca        |
| CD Huachipato           | 2:1             | Fernández Vial          |
| Provincial Osorno       | 1:0             | Deportes Temuco         |

### 3. Runde
Die Spiele fanden am 16. und 17. Juli statt.
|                         | Ergebnis        |                      |
| ----------------------- | --------------- | -------------------- |
| Everton de Viña del Mar | 2:2 (2:3 i. E.) | Universidad Católica |
| Deportes Antofagasta    | 4:2             | Coquimbo Unido       |
| CD O’Higgins            | 1:3             | CD Palestino         |
| Provincial Osorno       | 2:1             | CD Huachipato        |

### Finalrunde
Die beiden Spiele fanden am 20. Juli statt.
|                      | Ergebnis |                      |
| -------------------- | -------- | -------------------- |
| Universidad Católica | 2:0      | Deportes Antofagasta |
| Provincial Osorno    | 2:1      | CD Palestino         |

Damit qualifizieren sich Universidad Católica und Zweitligist Provincial Osorno für die Copa Sudamericana 2003.